# Tokito Ami
Tokito Ami (時東 ぁみ, Ami Tokitō) é uma cantora de J-pop (Pop Japonês). Iniciou sua carreira como gravure idol (um tipo de modelo) lançando vários DVD's e fazendo aparições em muitas revistas. Em 2005 fez a sua estreia como cantora com o single Sentimental Generation, que foi utilizado na abertura do anime School Rumble Nigakki, e a canção Kono Namida ga Arukara Tsugi no Ippo to Naru que foi utilizada no encerramento do mesmo anime. No seu terceiro single "I'm Lady" recebeu seu primeiro selo de uma gravadora. Ela também é capa da campanha de incentivo ao boliche no Japão.

## Singles
- Sentimental Generation (せんちめんたる じぇねれ～しょん) (Música de abertura do [[School Rumble|School Rumble - Second Term)
- Sora Kara ~Cry for Help!~ (宇宙から～Cry for Help!～)
- I'm a lady ~Jirettai Watashi~ (I'm a lady～じれったい私～)
- Aiyai Aiyai! (愛ヤイ 愛ヤイ!)
- Tawawa Natsu Bikini (Tawawa　夏ビキニ, Tokito Ami com The Possible)

## Referência
- Site oficial da federação de boliche japonesa